# Lukașeve, Zaporijjea
Lukașeve (în ucraineană Лукашеве) este localitatea de reședință a comunei Lukașeve din raionul Zaporijjea, regiunea Zaporijjea, Ucraina.

## Demografie
Componența lingvistică a localității Lukașeve
     Ucraineană (84,76%)
     Rusă (13,05%)
     Alte limbi (1,26%)
Conform recensământului din 2001, majoritatea populației localității Lukașeve era vorbitoare de ucraineană (84,76%), existând în minoritate și vorbitori de rusă (13,05%).